# Othnonius batesi
Othnonius batesi är en skalbaggsart som beskrevs av Arthur Sidney Olliff 1890. Othnonius batesi ingår i släktet Othnonius och familjen Melolonthidae. Inga underarter finns listade i Catalogue of Life.